# Königreich Sikkim
Das Königreich Sikkim (klassisches Tibetisch und Denjongka: འབྲས་ལྗོངས།, Drenjong), davor Dremoshong (klassisches Tibetisch und Denjongka: འབྲས་མོ་གཤོངས།) genannt, war eine Erbmonarchie, die von 1642 bis zum 16. Mai 1975 im östlichen Himalaya bestand. Es wurde von den Chogyals aus der Dynastie der Namgyal regiert. Geographisch ist das frühere Königreich identisch mit dem heutigen indischen Bundesstaat Sikkim.

## Geschichte

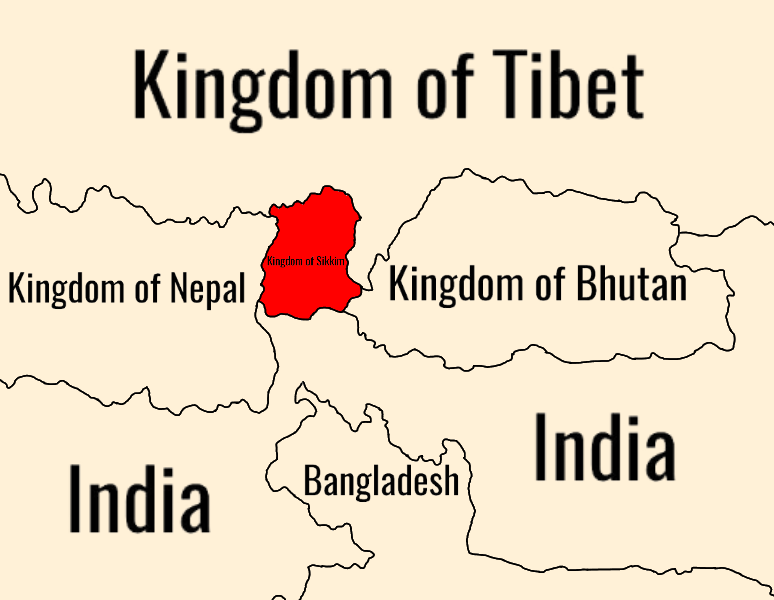
Lage des Königreichs Sikkim

### Anfangszeit
Die ältesten Bewohner im Gebiet des heutigen Sikkim waren die Stammesvölker der Naong, Mon und Chang. Später wurden sie durch die aus dem Grenzgebiet von Tibet und Myanmar einwandernden Lepchas weitgehend verdrängt. Danach kamen auch die Tibeter (Bhutias) hinzu. Ab etwa dem 13. Jahrhundert etablierte sich eine überregionale Herrschaft im Gebiet Sikkims. Der Überlieferung nach wurde sie von Guru Tashi, einem exilierten Prinzen der tibetischen Minyang-Dynastie begründet. Der erste Herrscher aus der Chogyal-Dynastie war Phuntsok Namgyal, der von 1642 bis 1670 in Sikkim herrschte. Er reorganisierte die Verwaltung des Landes. Das Land wurde in 12 dzongs (Bezirke) eingeteilt, denen jeweils ein Dzongpen (Bezirksverwalter) vorstand. Der zweite Choygal-Herrscher Tensung Namgyal (1670–1700) verlegte die Hauptstadt von Yuksom nach Rabdentse. Sein Nachfolger Chador Namgyal (1700–1717) erwarb sich einen Ruf als buddhistischer Gelehrter und Kenner tibetischer Literatur. Gyurmed Namgyal (1717–1733) ließ die Hauptstadt Rabdentse befestigen und setzte dazu Zwangsarbeiter ein. Gegen den ihm nachfolgenden Phuntsok Namgyal II gab es Opposition im Land, weil seine Legitimität bestritten wurde, zudem hatte er sich mit Invasionen aus dem benachbarten Nepal und Bhutan auseinanderzusetzen.

### Auseinandersetzungen mit Nepal
Mitte des 18. Jahrhunderts griff Nepal Sikkim an, wodurch es für mehr als 40 Jahre unter den Einfluss bzw. die Besatzung der Gorkha fiel. Zwischen 1775 und 1815 siedelten sich etwa 180.000 ethnische Nepalis aus dem östlichen und zentralen Nepal in Sikkim an. Sikkim suchte danach Unterstützung bei der sich in Nordindien ausdehnenden Britischen Ostindien-Kompanie. Nepal griff Sikkim erneut an und überrannte den größten Teil des Gebietes einschließlich Terai. Daraufhin griffen 1814 Truppen der Ostindien-Kompanie Nepal an, was zum Gurkha-Krieg führte. Der Vertrag von Sugauli zwischen Britisch-Indien und Nepal sowie der Vertrag von Titalia zwischen Sikkim und Britisch-Indien führten zu territorialen Zugeständnissen seitens Nepals, das formell die Unabhängigkeit Sikkims anerkennen musste. Während der langen Herrschaftszeit Tsudphud Namgyals (1793–1863) wurde die Hauptstadt von Rabdantse nach Tumlong verlegt. Auf Drängen des britischen Generalgouverneurs wurde 1835 das Gebiet von Darjeeling an die Britische Ostindien-Kompanie abgetreten. 1894 wurde die Hauptstadt von Tumlong nach Gangtok verlegt.

### Britisches und indisches Protektorat
1861 wurde Sikkim mit dem Vertrag von Tumlong ein britisches und 1950 ein indisches Protektorat.

### Beitritt zu Indien
In den Wahlen vom April 1974 wurde die pro-indische Sikkim-Kongresspartei stärkste Kraft. 1975 führten Vorwürfe der Diskriminierung gegen nepalesische Hindus in Sikkim zu Ressentiments gegenüber den Chogyal. Diese Anschuldigungen führten dazu, dass Soldaten der indischen Armee in Gangtok einmarschierten. Nach Angaben von Sunanda K. Datta-Ray vom The Statesman umzingelte die Armee im April 1975 den Palast, tötete die Palastwachen und stellte den König unter Hausarrest.
Nach der Besetzung des Palastes wurde ein Referendum über die Zukunft der Monarchie abgehalten, das eine überwältigende Mehrheit für die Abschaffung der Monarchie ergab, dessen Legitimität allerdings in Frage gestellt wurde. Das neue Parlament von Sikkim, angeführt von Kazi Lhendup Dorjee, schlug in einem Gesetzentwurf vor, dass Sikkim ein indischer Bundesstaat werden solle, was umgehend von der indischen Regierung akzeptiert wurde.

## Kultur und Religion
In kultureller und religiöser Hinsicht unterhielt Sikkim enge Beziehungen zu Tibet, aus dem auch der erste König stammte, sowie zu Bhutan, mit dem es eine gemeinsame Grenze hatte. Die Anwesenheit einer großen ethnischen nepalesischen Bevölkerung, vor allem aus dem östlichen und zentralen Nepal, brachte viele kulturelle Verbindungen zu Nepal mit sich.

## Liste der Könige von Sikkim
Die folgende Auflistung führt die Könige der Chogyal-Dynastie auf, die von 1642 bis 1973 in Sikkim herrschte.
1. Phuntsog Namgyal (1642–1670)
2. Tensung Namgyal (1670–1700)
3. Chador Namgyal (1700–1717)
4. Gyurmed Namgyal (1717–1733)
5. Phuntsok Namgyal II (1733–1780)
6. Tenzing Namgyal (1780–1793)
7. Tsudphud Namgyal (1793–1863)
8. Sidekeong Namgyal (1863–1874)
9. Thutob Namgyal (1874–1914)
10. Sidkeong Tulku (1914–1914)
11. Tashi Namgyal (1914–1963)
12. Palden Thondup Namgyal (1963–1973)